# Силезская орфография Феликса Штойера

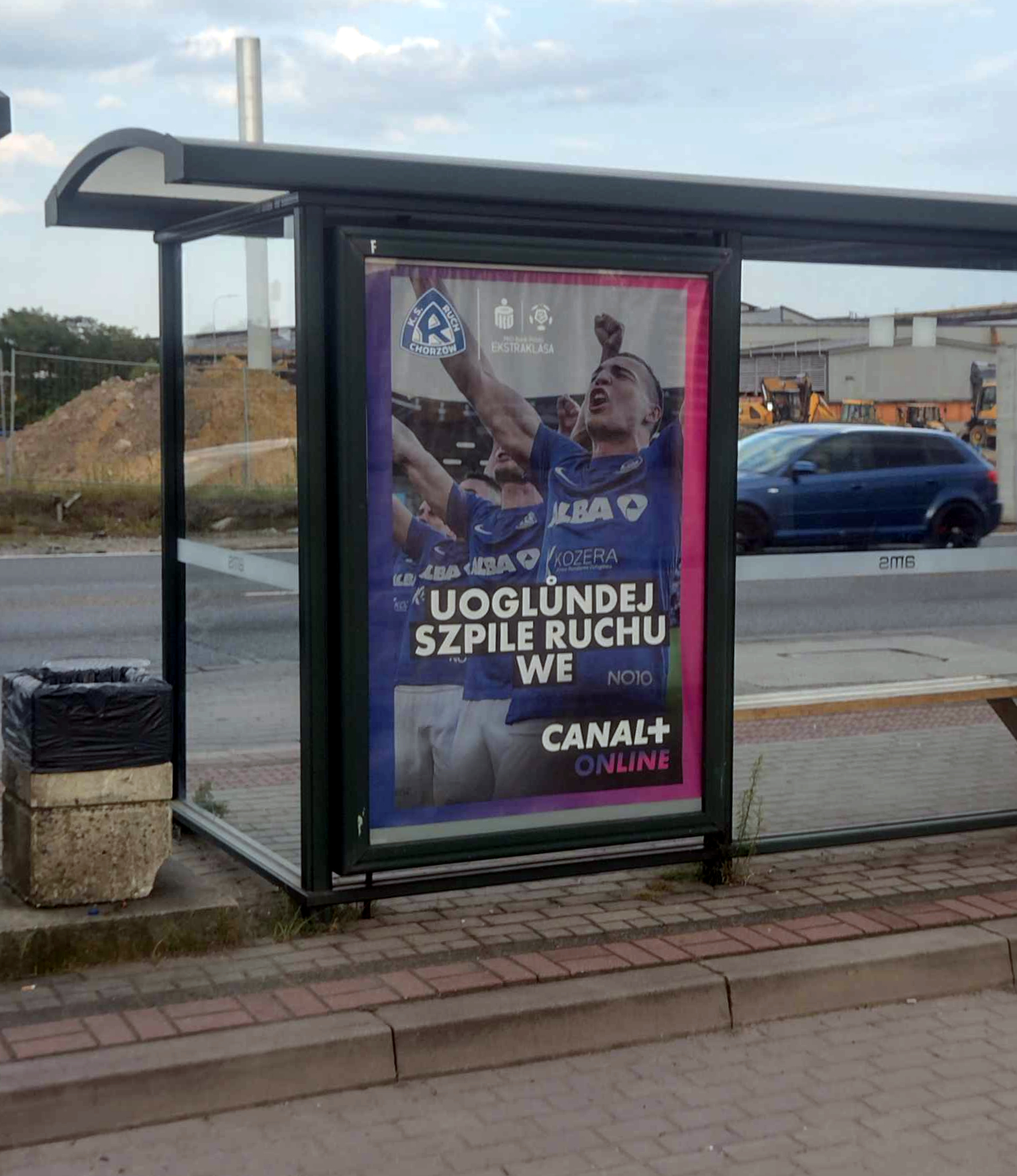
Реклама на силезском языке, написанная орфографией Штойера

Силе́зская орфогра́фия Фе́ликса Што́йера (сил. steuerowy szrajbůnek, steuerowa uortografijo; пол. ortografia śląska Feliksa Steuera) — один из вариантов орфографии силезского языка/диалекта, разработанный в межвоенный период силезским учёным Феликсом Штойером. Первоначально предназначался для записи текстов на сулковских говорах в исследовании Dialekt sulkowski (1934), в подготовке которого Ф. Штойеру помогал польский диалектолог К. Нич. Данная система письма в модифицированном виде получила широкое распространение среди носителей силезских говоров в современной Верхней Силезии. Она применяется в неофициальной переписке, в периодической печати, в ряде интернет-изданий, а также в Силезской Википедии как одна из конкурирующих форм письма. Ф. Штойер использовал свою систему правописания в изданных в 1935 году сборниках прозы и поэзии Ostatńi gwojźdźaurz и Z naszej źymjy ślůnskej. В наши дни в орфографии Ф. Штойера издан сборник поэзии К. Гвоздзя Myśli ukryte (2010).

## Алфавит
В основе силезского алфавита в версии Ф. Штойера лежит латинская графика. Алфавит состоит из 30 букв:
| A a | B b | C c | Ć ć | D d | E e |
| F f | G g | H h | I i | J j | K k |
| L l | Ł ł | M m | N n | Ń ń | O o |
| P p | R r | S s | Ś ś | T t | U u |
| Ů ů | W w | Y y | Z z | Ź ź | Ż ż |

Также в орфографии Ф. Штойера используются диграфы au, ch, cz, dz, dź, dż, ou, rz, sz, uo, uů.
В целом представленная графическая система сходна с системой записи польского литературного языка. Исключение составляют знаки дифтонгов au [au̯], ou [ou̯], uo [u̯ɔ] и uů [u̯o], а также знак ů [o]. Первые два диграфа используются для обозначения континуанта древнепольской суженной гласной á: ptouk (pt[ou̯]k) или ptauk (pt[au̯]k) — пол. литер. ptak «птица». Данные знаки применяются в регионах с дифтонгическим произношением континуанта á. В тех регионах, в которых на месте этого континуанта произносится монофтонг, диграфы не используются: ptok. Диграфы uo и uů применяются для обозначения лабиализованной гласной o в начале слова: uokrůngły — пол. литер. okrągły «круглый». В тех регионах, в которых лабиализация начального o отсутствует, вместо указанных диграфов пишется графема o. Знак ů применяется для специфического лабиализованного гласного звука заднего ряда средне-верхнего подъёма, который в польском литературном языке не встречается.
Диграф rz в зависимости от говора носителя силезского диалекта может читаться не только как согласный [ʐ] в польском, но и как [r̝]
в чешском (передаваемый в чешском алфавите знаком ř).

## Правописание
Основные орфографические правила у Ф. Штойера сходны с орфографией польского языка. Вместе с тем в силезском правописании имеется ряд существенных отличий. К наиболее специфическим отличиям относится отсутствие у знака i значения смягчения предыдущей согласной. Например, в слове zicherka — пол. литер. agrafka «английская булавка» начальная буква читается как z, а не как по правилам польской орфографии ź. В правописании Ф. Штойера мягкость согласных выражается либо буквой с крэской, обозначающей саму мягкую согласную (ća, ćo, ći; ńa, ńo, ńi и т. п.; ćymny — пол. литер. ciemny «тёмный»), либо знаком j после согласной (bja, bjo, bju; pja, pjo, pju и т. п.; bjoły — пол. литер. biały «белый»). После графем k и g мягкость не обозначается: kery — пол. литер. który «который». Также отличительной особенностью силезской орфографии является использование апострофов для сокращений в ряде грамматических форм, например, в форме глагола: wźůn’ech < wźůn żech.

## Пример текста
Je źima. Na dworze leźi pylno śńega, Dachy sům bjauły, a rzyka je zamarznutau. Dźeci tyn czas rady majům. Ćepjům se śńegym, kliżům se po chodńikach abo jeżdżům na szrinczuchach («Przy pjyrzu»).

Już je wjeczůr i po wjeczerzi. Ludzie idům spać. Bydźie chned dźejśyńć. Gwojźdźaurz jeszcze robi w kujźńi. Pink, pink, pink, pink — kuje se gwojźdźy. Chce zarobić trocham wjynci a to ńe kůńczi. Aż baba idże po ńygo («W kujźńi»).
— Ф. Штойер. Ostatńi gwojźdźaurz (1935)